# Wattie Buchan
Walter David «Wattie» Buchan (Edimburg, 24 de juliol de 1957) és un músic escocès punk. És el cantant principal del grup de hardcore punk The Exploited.

## Biografia
Buchan va néixer a Edimburg el 24 de juliol de 1957. Va servir a l'exèrcit britànic com a soldat abans de formar The Exploited. Es va interessar per la música punk rock a la dècada del 1970 després d'escoltar la música de grups com Sex Pistols.
The Exploited és un grup escocès de música punk rock de la segona onada del punk britànic, format el 1978. Va començar tocant street punk per a tocar més endavant crossover thrash. El grup va signar amb Secret Records el març de 1981 i va llançar el seu primer EP Army life. L'àlbum Punks not dead va seguir-lo el mateix any. Malgrat força canvis en la formació, el grup ha continuar fins a l'actualitat i compta amb seguidors a tot el món.
El febrer de 2014, Buchan va patir un atac de cor a Lisboa a dalt de l'escenari mentre The Exploited estava de gira amb Hatebreed i Napalm Death. Va ser ingressat a l'hospital i va sotmetre's a una cirurgia cardíaca. The Exploited va cancel·lar la resta del Tour Of Chaos 2014 a causa d'aquest incident.
En una entrevista el maig de 2016, Buchan va declarar que havia patit depressió, la qual cosa estava afectant la seva capacitat per a escriure noves lletres.

## Ideologia
Buchan odia obertament la política, la religió i és anarquista. Ha deplorat públicament diversos polítics, com George W. Bush per la Guerra de l'Iraq que va començar el 2003 o Tony Blair per mentider. La cançó «Maggie» de The Exploited tracta sobre Margaret Thatcher.
Buchan també ha condemnat el tracte que l'Estat d'Israel infringeix al poble palestí que «és com presoner i el món no fa res perquè els Estats Units hi està darrere perquè vol bases militars per als seus avions en aquesta zona».
Buchan és conegut per criticar altres músics i iniciar disputes. El títol de l'àlbum The Exploited Punks not dead és una reacció a la cançó «Punk is dead» del grup anarcopunk Crass: «La gent escolta les bandes i es creu el que canten. Crass només eren paraules, estaven plens de merda. Van dir que creien en això i allò, però van comprar discogràfiques amb noms d'altres persones perquè no es pogués rastrejar fins a ells. Tot es tractava de diners amb ells«.
A part de Crass, Buchan ha criticat altres bandes i músics com Henry Rollins, Jello Biafra, Green Day, Bad Religion, Linkin Park, The Offspring i Descendents. Buchan també ha criticat el gènere emocore dient Emo's shit! They can stick it up their ass!. Buchan va declarar sobre Buzzcocks: «Acostumaven a ser bons, però realment es van esgotar. Moltes de les bandes d'aquí solien ser bones fins que es van convertir en més pop rock. Com quan era jove vaig poder veure els Buzzcocks en directe va ser genial».
A Buchan se li va preguntar quines bandes li agradaven després de criticar-ne d'altres que actuaven a l'Amnesia Rockfest i va respondre esmentant Charged GBH, Carcass, No Fun at All, Skinny Puppy i Ministry. Buchan va declarar sobre The Real McKenzies: «No sento cap vincle polític especial amb ells, el meu germà, el bateria de la banda, és molt més conscient de la política escocesa. Tanmateix, he tocat amb ells unes quantes vegades, són alcohòlics totals, bona gent, els seus concerts sempre són emocionants».
Després de l'aparició de The Exploited al programa de televisió Top of the Pops el 1981, el grup anarcopunk Conflict va criticar la decisió d'aparèixer al programa amb la cançó «Exploitation». Això va iniciar una llarga disputa entre ambdues bandes que va dividir la comunitat punk i va provocar enfrontaments ocasionals entre els respectius seguidors dels grups coneguts com The Barmy Army i Conflict Crew.
En una cerimònia de lliurament de premis per a una revista musical, Buchan va presentar un premi que va guanyar Green Day. Durant la festa posterior, el cantant de Green Day, Billie Joe Armstrong, es va enfrontar a ell i li va dir: «Quan moris, saltaré damunt la teva tomba, rient-me de tu». Buchan va respondre a Armstrong dient: «Tinc alguna cosa que mai no tindreu, company. Podeu tenir una gran companyia discogràfica i molts diners, però jo tinc alguna cosa que no tindreu mai, i això és el respecte dels punks. No pots comprar això, t'ho has de guanyar». Aleshores els van haver de separar.

## Discografia
| - Punks Not Dead (1981) - Troops of Tomorrow (1982) - Let's Start a War... (Said Maggie One Day) (1983) - Horror Epics (1985) - Death Before Dishonour (1987) - The Massacre (1990) - Beat the Bastards (1996) - Fuck the System (2002) - On Stage (1981) - Live at the Whitehouse (1986) - Live in Japan (1991) - Totally Exploited (1984) - Singles Collection (1991) - Twenty Five Years of Anarchy and Chaos (2004) - Complete Punk Singles Collection (2005) - Don't Let 'Em Grind You Down (amb Anti-Pasti) (1981) - "Army Life" (1980) - "Barmy Army" (1980) - "Dead Cities" (1981) - "Rival Leaders" (1983) - "Jesus Is Dead" (1986) - "War Now" (1988) | - "Army Life" (1980) - "Exploited Barmy Army" (1980) - "Dogs of War" (1981) - "Dead Cities" (1981) - "Attack/Alternative" (1982) - "Computers Don't Blunder" (1982) - Alive at Leeds (1983) - Sexual Favours (1987) - Live in Japan (1993) - Rock and Roll Outlaws (1995) - Beat 'Em All (2004) - "Troops of Tomorrow" (1982) - "U.S.A." (1982) - "Sexual Favours" (1987) - "Beat the Bastards" (1996) - "Never Sell Out" (2003) - "Chaos is My Life" (2003) - "You're a Fucking Bastard" (2003) |